# Przeprośna Góra
Przeprośna Góra, także Przeprośna Górka lub Gąszczyk – wzgórze o wysokości 296 m n.p.m. położone w Siedlcu, tuż przy administracyjnej granicy Częstochowy. Pod względem geograficznym znajduje się na Wyżynie Mirowsko-Olsztyńskiej, będącej częścią Wyżyny Częstochowskiej.
Na wzgórzu znajduje się Sanktuarium św. Ojca Pio. W świątyni znajdują się relikwie św. Ojca Pio. Obok świątyni znajduje się droga krzyżowa i droga różańcowa.
Przeprośna Górka jest tradycyjnym miejscem odpoczynku dla pielgrzymów zmierzających na Jasną Górę. Z tego miejsca widać wieżę jasnogórskiego sanktuarium, co skłania pielgrzymów do duchowego pojednania z Bogiem i ludźmi. Od tego zwyczaju wzięła się nazwa wzgórza.
Wzgórze jest położone w rejonie Przełomu Warty koło Mstowa. Północna, stroma strona Przeprośnej Górki jest porośnięta lasem grądowym o nazwie Gąszczyk. Przez wzgórze przebiega Szlak Jury Wieluńskiej.
Najwyższy punkt wzniesienia (296,3 m n.p.m.) znajduje się nieco na południe od szosy łączącej Mirów z Siedlcem. Północny wierzchołek (296 m n.p.m.) na mapach bywa oznaczany jako Gąszczyk.

## Przypisy

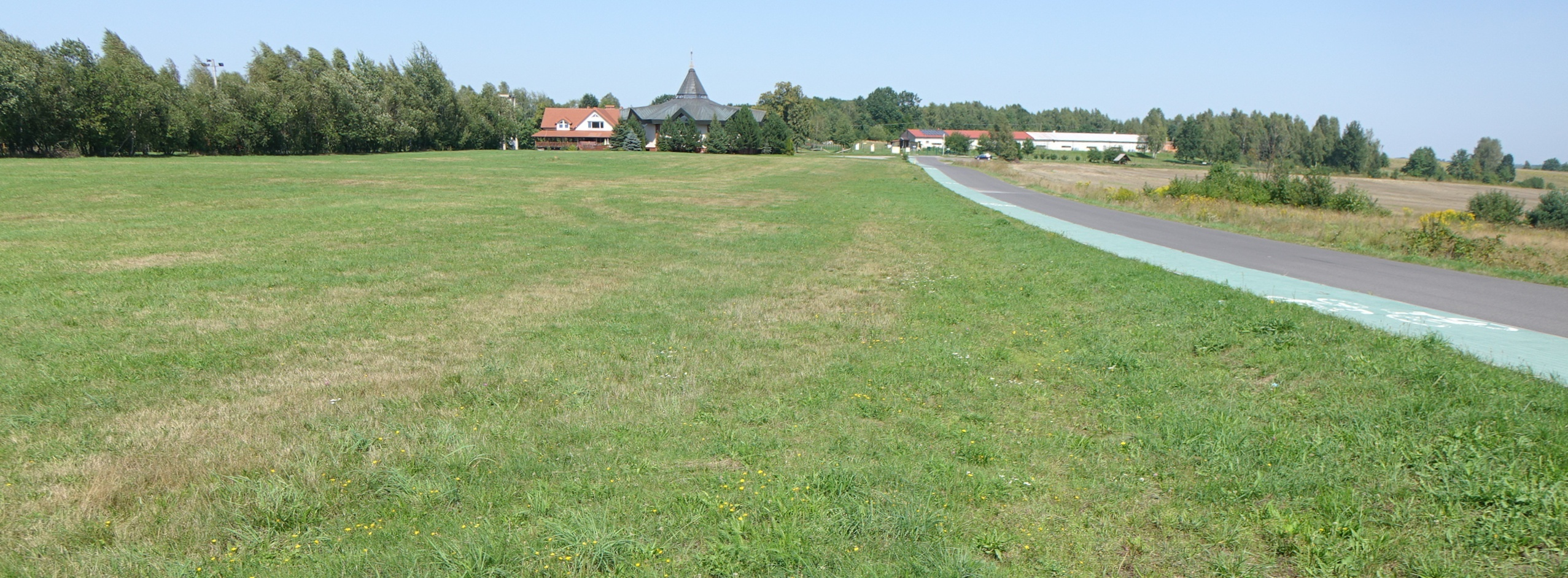
Wierzchowina Przeprośnej Góry i sanktuarium